# کدی (داکوتای جنوبی)
ک̃دی(به انگلیسی: Conde) شهری در ایالت داکوتای جنوبی کشور ایالات متحده آمریکا است که جمعیت آن در سرشماری سال ۲۰۱۰ میلادی، ۱۴۰ نفر بوده‌است.